# Міноносці Tb 82 F
Торпедні човни класу Tb 82 °F належали до Цісарсько-королівського флоту Австро-Угорщини. Згідно з рішенням Технічного Комітету Крігсмаріне від березня 1910 року заклали другу серію торпедних човнів. Їх будували на верфях угорської частини імперії у Порто Ре (Кралєвіца) і Фіумі (Рієка) і вони були аналогами човнів класу Tb 74 T, збудованих в австрійській частині імперії. Використовувались у флотах інших країн до 2-ї світової війни. Ця серія 250-тонних торпедних човнів з паровими турбінами мала замінити застарілі човни з паровими машинами, яким було складно взаємодіяти з модерними кораблями флоту. На відміну від першої серії на човнах встановлювали турбіни AEG-Curtiss та вони мали дві димові труби. Згідно з замовленням перші чотири човни заклали 1913 року на верфі Danubius, але після протесту угорського міністерства торгівлі верфі передали з верфі флоту у Пулі замовлення на 16 човнів при умові зменшення вартості на 10 відсотків. У флоті їм присвоїли номери від 82 до 97 та літеру F за місцем побудови (21 травня 1917 букви усунули з позначення). При цьому вони носили назву SM Tb (Seiner Majestät Torpedoboot — торпедні човни Його Імператорської Величності).

## Історія
Торпедні човни мали на баку і кормі по одній 66 мм гарматі L/30, зенітний 8-мм кулемет Schwarzlose. За бойовою рубкою був розміщений передній двотрубний 450-мм торпедний апарат, а ще один розміщувався ззаду задньої щогли. Стерно човна виступало за корму, а дві парові машини приводили в рух два гвинти. Запас палива у 20,2 т вугілля і 31 т мазуту був більшим ніж на човнах класу Tb 74 T, що збільшувало дальність плавання. Через зношеність механізмів швидкість човнів впала з 28-29 вузлів в час Першої світової війни до 20 вузлів наприкінці 1930-х років.
Човни ввели до складу флоту від 30 серпня 1914 11. 08. 1914 (Tb 82F) до 22 грудня 1916 (Tb 97F). Їх використовували у бойових діях на Адріатиці і жоден з них не був втрачений. Після завершення війни човни передали флотам інших країн, де вони частково дійшли до нової війни.
Tb 82F, Tb 83F, Tb 84F передали Румунії, де їх назвали відповідно «Naluca», «Smeul», «Fulgerul». Португалії відійшли Tb 85F («Zezere»), Tb 86F («Ave»), Tb 88F («Cavado»), Tb 89F («Sado»), Tb 90F («Liz»), Tb 91F («Mondego»). Флоту Греції дістались Tb 92F («Panormos»), Tb 94F («Proussa»), Tb 95F («Pergamos»), а Югославії Tb 87F (Т-5, «Cer»), Tb 93F (T-6), Tb 96F (T-7), Tb 97F (T-8).

### Португалія
29 грудня 1921 при буксируванні поміж Алжиром і Тунісом затонули віддані Португалії човни «Zezere» та «Cavado».
«Liz» вивели з флоту 1934, «Mondego» 1938, а «Sado» і «Ave» через два роки.

### Греція

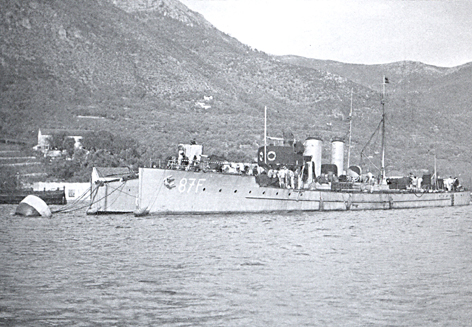
Tb 87F в час 1-ї світової війни

У флоті Греції на човнах встановили на баку 66 мм гармату і зенітну 37 мм гармату на кормі та однотрубні 533 мм торпедні апарати. Човен «Panormos» затонув 11 березня 1928, отримавши пробоїни на скелях. «Proussa» затонув після удару авіації 4 квітня 1941, а «Pergamos» в час ремонту в Саламіні самозатопив 25 квітня 1941 екіпаж.

### Югославія
Човни переозброїли 66-мм гарматами L/45 Skoda та добавили ще один кулемет.
У квітні 1940 усі човни захопили італійці і ввели до свого флоту. Після капітуляції Італії Т-8 затопила 10 вересня 1943 німецька авіація, 11 вересня екіпаж самозатопив Т-6, а Т-7 захопили німці, ввели до флоту як TA-34 і передали флоту Хорватії. Човен затопили британські винищувачі 25 червня 1944 року. Т-5 перебрався на Мальту, був повернутий після війни Югославії, де під назвою «Cer» прослужив до 1963 року.

### Румунія

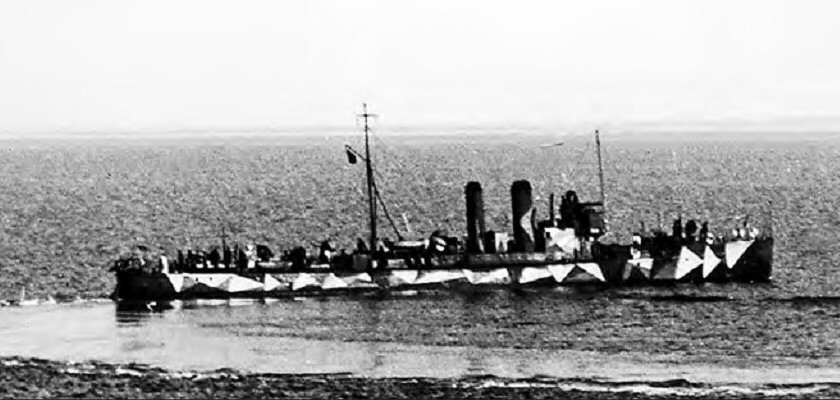
«Naluca» в час 2-ї світової війни

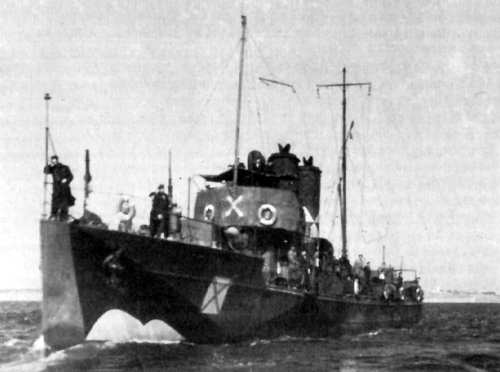
«Smeul» в час 2-ї світової війни

Кормову гармату замінили зенітною 37-мм гарматою C/30 L/83, додали швидкострільну 20 мм гармату C/38 і призначили для супроводу кораблів, встановивши системи глибинних бомб. В час війни було знято торпедні апарати. Під час подорожі до Румунії «Fulgerul» затонув 8 лютого 1922 під час шторму у Босфорі. «Naluca» був затоплений 22 серпня 1944 авіацією СРСР, а «Smeul» був захоплений у вересні 1944 і введений до ВМС СРСР як «Торос». У жовтні 1945 повернутий Румунії, де проплавав до кінця 1960-х років.